# L'Esquive
Pour plus de détails, voir Fiche technique et Distribution.
L'Esquive est un film français réalisé par Abdellatif Kechiche, sorti en 2003. Le titre provient d'une réplique d'Arlequin dans Le Jeu de l'amour et du hasard de Marivaux, à l'acte III, scène 6.

## Synopsis
Dans une cité HLM, pour leur cours de français, des adolescents répètent un passage du Jeu de l'amour et du hasard de Marivaux. Abdelkrim « Krimo », ne faisait pas partie de la troupe ; mais tombé amoureux de l'une des comédiennes, Lydia, il parvient à obtenir le rôle d'Arlequin. Son comportement inadapté, et surtout celui d'un de ses amis, Fathi, va remettre en cause sa participation au spectacle scolaire, ainsi que ses projets avec Lydia,,,.
Fils d'un détenu et d'une mère négligente, Krimo est un jeune de banlieue vivant en cité, attachant, mais qui traverse une crise d'adolescence. Il commence à esquiver sa bande de potes, des ados comme lui qui jouent les caïds, ainsi que sa petite amie Magalie, amoureuse folle de lui. C'est qu'enfermé dans la routine de sa vie de quartier, il aspire à autre chose, comme en témoigne, symboliquement, la fascination qu'il nourrit pour les voiliers (il accroche les dessins de son père au mur).
À la suite d'une énième rupture avec Magalie,, il assiste, par une porte entrouverte, à une scène qui le surprend : sa camarade de classe Lydia, aussi extravertie et loquace que lui-même est réservé, négocie avec culot l'achat d'une robe pour sa pièce de théâtre auprès du patron asiatique d'un atelier de couture. Lydia l'appelle à l'aide, il entre et lui prête 10 euros. Dès lors, Krimo se sent attiré par cette mordue de théâtre, qu'il croyait, pourtant, connaître depuis toujours ; jusqu'à s'inviter dans son groupe de spectacle scolaire, en négociant avec Rachid pour qu'il renonce, à son profit, à jouer Arlequin, pour se rapprocher de Lydia, et en passant outre, ainsi, sa timidité naturelle, son aversion pour la lecture et l'interprétation, et les codes de son entourage qui tiennent le théâtre pour un loisir de bouffons, de pédés. Car ce qui frappe aussi dans ce film est la collision des langages, entre celui utilisé dans les cités, en ce début du XXIe siècle, dru, malhabile, violent souvent, et celui de la pièce de théâtre en préparation, ciselé, le langage des badinages du XVIIIe siècle vus par Marivaux,.
Mais n'est pas comédien qui veut, surtout lorsqu'il s'agit d'interpréter une comédie classique du XVIIIe siècle, Le Jeu de l'amour et du hasard de Marivaux. Affublé d'un costume à carreaux, le jeune caïd tente, difficilement, de jouer Arlequin, le prétendant d'une Lisette interprétée par Lydia. Si cette dernière néglige (ou feint de négliger) leur amour naissant alors mis en abyme par la pièce, et parvient à tenir son rôle en faisant fi de ses sentiments réels, Krimo s'en montre incapable pour sa part. « Amuse-toi ! », hurle sa prof de français, au candidat acteur, dans une scène finalement assez poignante, « Sors de toi-même ! C'est possible ? ».
Son amour pour Lydia n'est pas condamné pour autant. En effet, Magalie, qui menaçait jusqu'ici sa rivale de représailles si elle cédait au charme de son ex, en vient  à tirer un trait définitif sur le jeune homme. À partir de quoi Lydia, que le jeu d'acteur de Krimo n'a pas rebuté, n'a plus de raison d'esquiver ses avances.
Elle ne manque pas de le faire une dernière fois pourtant, mais qui peut l'en blâmer ? Certainement pas les piètres organisateurs de son tête-à-tête avec le jeune homme (ses amies Frida et Nanou, et surtout Fathi, le meilleur ami de Krimo) : ils ont arrangé une rencontre de façon précipitée, dans un lieu privé d'intimité, et qui n'est autre que l'habitacle d'une voiture volée... un tête-tête interrompu par la police qui remarque le véhicule volé et intervient de façon brutale.
Finalement, la pièce se joue et obtient un franc succès. Sans Krimo, amer, qui ne peut l'observer que partiellement, à l'écart, avant de repartir comme il est venu. Ravie pour sa part, délestée de la pression du jeu et de la représentation, ainsi que d'un sentiment de culpabilité à l'égard de Magalie, Lydia n'est plus réticente à l'idée de s'entretenir avec son prétendant ; sitôt le spectacle terminé, elle cherche à le joindre, mais c'est au tour de Krimo de l'esquiver.

## Fiche technique
- Titre : L'Esquive
- Réalisation : Abdellatif Kechiche
- Scénario : Abdellatif Kechiche et Ghalia Lacroix
- Production : Jacques Ouaniche pour Lola Films, France et CinéCinémas, France
- Pays d'origine :  France
- Format : couleur - 1,85:1 - Dolby Digital - 35mm
- Durée : 117 minutes
- Dates de sortie : 25 novembre 2003 (festival Entre vues, Belfort), 7 janvier 2004 (France exploitation), 14 avril 2004 ( Belgique)

## Distribution
- Osman Elkharraz : Abdelkrim « Krimo »
- Sara Forestier : Lydia
- Sabrina Ouazani : Frida
- Nanou Benhamou : Nanou
- Aurélie Ganito : Magalie, petite amie de Krimo
- Hafet Ben-Ahmed : Fathi, meilleur ami de Krimo
- Carole Franck : la professeure de français
- Hajar Hamlili : Zina
- Rachid Hami : Rachid, l'Arlequin
- Meryem Serbah : mère de Krimo
- Hanane Mazouz : Hanane
- Sylvain Phan : Slam
- Reinaldo Wong : le couturier
- Nu Du, Ki Hong, Brigitte Bellony-Riskwait, Ariyapitipum Naruemol et Fatima Lahbi : les couturières
- Olivier Loustau, Rosalie Symon, Patrick Kodjo Topou et Lucien Tipaldi : les policiers

## Production

### Tournage
Le tournage s'est déroulé dans le quartier de Franc-Moisin, à Saint-Denis avec des acteurs essentiellement non professionnels (même si certains ont ensuite choisis de continuer un parcours de comédiens). Ce film a révélé des acteurs et actrices en devenir : notamment, Sara Forestier, Sabrina Ouazani et Rachid Hami.

## Distinctions
- Festival du film Entre vues de Belfort 2003 : Grand prix du long métrage français, Prix du public
- César du cinéma 2005[10] :
  - César du meilleur film
  - César du meilleur réalisateur
  - César du meilleur scénario original ou adaptation
  - César du meilleur espoir féminin pour l'actrice principale, Sara Forestier.

## Analyse
Ce film s'inscrit dans la tradition du cinéma de Kechiche : prédominance de la caméra portée, cadrage au plus près des personnages ; tentative d'effacement du narrateur au profit du jeu des acteurs et de la signifiance de menus détails ; longues séquences, plans homogènes, simplicité du décor, intelligence et/ou économie de la musique de fond ; sujet sociétal, scènes de la vie ordinaire, transformation psychologique du héros restituée sobrement (mais avec une science des propriétés expressives du langage et de l'image, tant au niveau des dialogues, que dans la mise en scène, la prise de vue, ou le travail de montage)... En s'inspirant des codes thématiques, narratifs et stylistiques du film documentaire, le travail de réalisation obtient un effet de réalisme étonnant pour une œuvre de fiction. Kechiche nous montre ce que la vie la plus éloignée à priori des textes de Marivaux contient de petits frémissements, de gestes et d'hésitations, qu’un cinéma s'appuyant sur des constats réalistes peut négliger.
L'Esquive se construit autour du personnage de Krimo. Les lieux du récit le concernent directement (son quartier, son école, son appartement) ou indirectement à travers ses amis. Le temps du récit est celui de son amour naissant. L'action se développe à partir de sa vie affective et de ses sentiments pour Lydia (désordre affectif, puis naissance et évolution du sentiment amoureux) ; concrètement, la transformation comportementale de Krimo au cours du film, qu'il est lui-même incapable de comprendre et d’expliquer, fait l’objet d’analyses et de ragots de son entourage qui alimentent et dynamisent l’action. Les différents thèmes (l'amour, l'adolescence, la vie de banlieue, le langage, le théâtre, la violence...) rendent compte de la situation psychologique et sociale du héros (sensibilité propre, type de personnalité, nature et degré de conversation, niveau de maturité psychologique et sociale, type et niveau d'éducation, valeurs sociales...) et de celle de l'entourage avec qui il interagit. Krimo est à l'origine ou partie prenante de nombreuses scènes tragi-comiques du film (garçon introverti qui s'essaie au théâtre, caïd de banlieue interprétant un personnage burlesque, zonard de cité dont l'argot contemporain tente de se concilier avec le marivaudage classique, macho amoureux fou malgré lui, adolescent qui se cherche sans se trouver…)
Les séquences tendent à raconter, à partir de rapports de force, de petites histoires dans la grande histoire. Ces rapports de force semblent voués à une explosion de violence, mais, à la surprise du spectateur, trouvent une issue tempérée (sauf la fois où, à l'étonnement du spectateur là encore, Fathi finit par frapper Frida). C'est que le langage verbal et corporel des jeunes de la cité (filles comprises) reste machinalement empreint de vulgarité, de phallocratie et d'agressivité, même quand il s’agit d’exprimer de la tendresse et de partager de bons moments. Le spectateur en vient à le constater par lui-même, au fur et à mesure qu’il fait connaissance de Krimo et de ses amis, de sorte qu’il apprend à déceler, derrière la violence conventionnelle du milieu, la réalité d'une universalité humaine (par quoi il s'identifie finalement aux gosses de la cité). Le point d’orgue de la transformation intellectuelle du spectateur survient lors de l’arrestation des adolescents : s’ils sont bien coupables du vol d'une voiture, le spectateur peine toutefois à porter sur eux le même jugement que celui des policiers, plein d’incompréhension et de mépris. Ceux-ci restent incapables de voir la délinquance autrement que comme un fait de racailles. Les débordements des jeunes, livrés à leur sort, ne déprécient en rien, au fond, l'humanité et les idéaux qu'ils portent. (A noter que, dès la première scène, où s'élabore un règlement de comptes entre jeunes, les potes de Krimo invoquent la compassion, le sentiment d'injustice, pour légitimer leur désir d'en découdre).
De ce film, il ressort chez le spectateur un optimisme inattendu, une envie d'y croire et d’espérer (à la différence d'autres films produits dans les années 2000 sur la vie des cités). Kechiche tente d’amener le spectateur à se faire une autre idée de la cité, à lui restituer, au-delà des apparences et des clichés, son irréductible humanité. Passé le choc de la violence formelle, on découvre des jeunes de banlieue dans leurs diversités, leurs contradictions, leurs bons et mauvais côtés, leurs singularités (Krimo est un caïd romantique, Lydia, dont la faculté de manipulation contraste avec une hypersensibilité, se perd entre séduction et pudeur, témérité et anxiété, Fathi est un authentique voyou mais dont le sens de l’amitié se révèle sans faille, Frida témoigne une capacité tant de compassion que de cruauté…). Du film documentaire, Kechiche en exploite la vocation pédagogique. L’effacement du narrateur a pour résultat de permettre aux jeunes du quartier de se présenter eux-mêmes (quelques plans, à cet égard, laissent volontairement voir les failles du travail cinématographique, les maladresses de comédiens en partie amateurs). Et les jeunes semblent prendre la parole pour dire au spectateur : « Enfants des cités, nous voici tels que nous sommes ; sommes-nous les monstres terrifiants que tu te représentais ? » Dès lors, le titre polysémique de l’Esquive - inspiré d'une réplique d'Arlequin dans la pièce de Marivaux - suggère, dans son sens général, l’idée d’une réalité complexe dont on se refuse à admettre (plus ou moins lâchement) la véritable nature, la valeur existentielle même.
Une question développée à partir de la pièce de Marivaux reste finalement non tranchée dans le film. Est-ce que les hommes sont fatalement prisonniers de leur condition sociale ? En laissant la question en suspens, en faisant précéder la représentation finale de la pièce par une scène de violence policière, puis par une scène de théâtre interprétée par les petits de la cité déguisés en oiseaux en quête de sens existentiel et de paix sociale - une parabole -, Kechiche interpelle directement le spectateur et la société française de son temps sur le statut des cités.